# Battlefield: Bad Company
Battlefield: Bad Company is een first-person shooter ontwikkeld door DICE. Het spel kwam in juni 2008 uit op de Xbox 360 en PlayStation 3. Bad Company voegt een aantal dingen aan de Battlefield-serie toe, bijvoorbeeld een totaal verwoestbare omgeving en een singleplayer verhaallijn. In augustus 2009 werd bekend dat het vervolg Battlefield: Bad Company 2 in maart 2010 uit zou worden gebracht.

## Multiplayer
Bad Company bevat twee verschillende multiplayermodi: Conquest en Gold Rush. In beide gevallen speel je met de goeden tegen de slechteriken.
In Conquest speelt de speler capture the flag. Hoe meer vlaggen de speler bezit, hoe minder versterking het andere team krijgt. Als de versterking van de speler zijn of haar team opraakt, heeft hij of zij verloren.
Battlefield: Bad Company is in 'multiplay' te spelen met maximaal 24 spelers. Een nieuwe modus genaamd Gold Rush verscheen met een aanvallers tegen verdedigers-scenario. Hierbij moet één team twee kratten gevuld met goud verdedigen, terwijl het andere team deze probeert te vernietigen. Zodra de kisten worden vernietigd, wordt meer veld bespeelbaar. Het aanvallende team heeft een beperkt aantal keren dat de spelers terug kunnen komen, tegenover het verdedigende team dat er oneindig heeft in dit speltype.

## Personages
- Preston Marlowe

Marlowe is de nieuweling van de groep en zal worden bestuurd door de speler. Zoals bijna elke nieuweling moet Marlowe klusjes voor de anderen opknappen.
- Sergeant Redford

Redford, ook wel Sarge genoemd, houdt de groep samen. In verschillende trailers schreeuwt hij tegen George Haggard.
- George Haggard

Haggard veroorzaakt altijd problemen. Zijn passie is dingen opblazen en hij heeft een zuidelijk accent.
- Sweetwater

Sweetwater is de slimste van de vier en wordt beschouwd als Haggards jongere broer.

## Ontvangst
| Beoordeeld door      | Platform      | Datum        | Score |
| -------------------- | ------------- | ------------ | ----- |
| Tweakers.net         | Xbox 360      | 11 juli 2008 | 90%   |
| GameZone             | PlayStation 3 | 23 juni 2008 | 87%   |
| Daily Game           | Xbox 360      | 22 juli 2008 | 87%   |
| IGN UK               | PlayStation 3 | 20 juni 2008 | 85%   |
| IC-Games             | Xbox 360      | 4 juli 2008  | 84%   |
| Eurogamer.net (GB)   | Xbox 360      | 23 juni 2008 | 80%   |
| Jeuxvideo.com        | Xbox 360      | 27 juni 2008 | 80%   |
| Game Positive        | Xbox 360      | 18 juli 2008 | 75%   |
| Computer Bild Spiele | Xbox 360      | 2 juli 2008  | 74%   |
| Blend Games          | Xbox 360      | 29 juni 2008 | 70%   |

## Trivia
- Het spel is opgenomen in het boek 1001 Video Games You Must Play Before You Die van Tony Mott.